# Michael Zetterer
Michael Zetterer (Monaco di Baviera, 12 luglio 1995) è un calciatore tedesco, portiere dell'Eintracht Francoforte.

## Carriera

### Club
Cresciuto nelle giovanili dell'Unterhaching, viene fatto esordire dal tecnico Manuel Baum in prima squadra il 1º marzo 2014 in occasione della sconfitta per 4-2 sul campo dell'Hallescher. Giocando da titolare tutta la stagione 2014-15 ha attirato su di sé l'interesse di molti club di Bundesliga e della nazionale giovanile.
A gennaio 2015 si concretizza il suo trasferimento al Werder Brema. Relegato al ruolo di terzo portiere alle spalle di Raphael Wolf e Koen Casteels, disputa da titolare due stagioni con il Werder Brema II finché nel novembre del 2017 non si infortuna (frattura allo scafoide).
Nella sessione invernale di calciomercato del 2019 si trasferisce in prestito agli austriaci dell'Austria Klagenfurt. A luglio 2019 viene ceduto in prestito biennale agli olandesi del PEC Zwolle. Esordisce in Eredivisie il 23 novembre successivo disputando da titolare il match vinto per 3-1 contro il Fortuna Sittard. Il 30 gennaio 2021 viene richiamato anticipatamente dal prestito, facendo ritorno al Werder Brema. In seguito alla retrocessione del club in 2. Bundesliga Zetterer viene promosso a primo portiere ed esordisce il 24 luglio 2021 in occasione del pareggio interno per 1-1 contro l'Hannover 96.
Il 20 agosto 2025 si trasferisce a titolo definitivo, per circa 6 milioni di euro, all'Eintracht Francoforte, con cui firma un quadriennale, scegliendo il numero 23.

### Nazionale
Tra il 2014 e il 2016 ha accumulato 6 presenze tra nazionale tedesca Under-20 e Under-21.